# مديرية الشؤون الإدارية الرئاسية (تركيا)
في تركيا مديرية الشؤون الإدارية الرئاسية ( التركية: Cumhurbaşkanlığı İdari İşler Başkanlığı ) تم تأسيسها في أعقاب الانتخابات البرلمانية التركية لعام 2018 وبعدها تم إنشاء وكالة رئاسة الوزراء ( Başbakanlık Müsteşarlığı ) تم حلها. رئيس مديرية الشؤون الإدارية هو "أعلى موظف مدني" في جمهورية تركيا.  الرئيس الأول والحالي هو متين كيراتلي ، الذي شغل سابقًا منصب نائب الأمين العام للرئيس .

## الواجبات المنوط بها
مهام وصلاحيات مديرية الشؤون الإدارية الرئاسية هي كما يلي: 
1. - تقديم الخدمات اللازمة لرئيس الجمهورية لأداء واجباته وممارسة صلاحياته المنصوص عليها في الدستور.
2. - إدارة العلاقات مع مجلس الأمة التركي الكبير للقيام بالأعمال اللازمة لضمان التنسيق بين الأجهزة والمؤسسات الحكومية.
3. إجراء الدراسات اللازمة لتحديد المبادئ التي تضمن عمل الجهاز الحكومي بشكل منتظم وفعال.
4. - إجراء الدراسات اللازمة لضمان التنسيق في مجال الأمن الداخلي والأمن الخارجي وأجهزة مكافحة الإرهاب.
5. لمتابعة وتقييم آثار الدراسات المختلفة على الجمهور.

## قائمة رؤساء المديرية
| رقم | اسم          | بدأت فترة الحيازة | انتهت فترة ولايته |
| --- | ------------ | ----------------- | ----------------- |
| 1   | متين كيراتلي | 3 أغسطس 2018      | شاغل المنصب       |